# Компиталия
Компиталия (на латински: Compitalia, pl.: compita; Ludi Compitalicii) е религиозен празник (култ) на фамилията в Древен Рим, който се празнува през края на декември/началото на януари с общо хранене с процесия на кръстопът от три или повече пътища.
През императорското време на Октавиан Август първо еднодневният празник става тридневно празненство. Според Дионисий Халикарнаски това става малко след Сатурналиите на 1 януари. Според Цицерон празнува се през януари.